# Ólavur Olsen
Ólavur Olsen (født 29. august 1977) er en færøsk musiker, trompetspiller og komponist. Han er uddannet fra Det Jyske Musikkonservatoriums klassiske linje i 2003 men er populær freelance musiker da han uden besvær bevæger sig imellem forskellige musik genrer. Han har blandt andet indspillet med Teitur, Budam Lena Andersen, Uni Arge Magnus Johannessen, Russ Taff og mange andre. Han er medlem af Aldubáran, og Færøernes Symfoniorkester, (Tórshavnar Big Band) og arbejder ellers som musiklærer og freelance musiker.
Han har komponeret en del musik samt lavet arrangementer for brassband og harmoniorkester. I 2016 skrev han en fanfare, som det færøske lagting gav Hendes Majestæt Dronning Margrethe II i gave i forbindelse med regentens besøg på Færøerne.